# Anuar Aoulad Abdelkrim
 (juillet 2025).
Anuar Aoulad Abdelkrim né le 26 février 1976 à Utrecht (Pays-Bas) est un humoriste néerlandais d'origine marocaine.

## Biographie
Né à Utrecht de parents d'origine marocaine, il grandit dans les banlieues d'Overvecht. Il fait ses commencements en 2004 dans un festival à Rotterdam nommé : Cameretten. Son premier théâtre a eu lieu en 2006. Il a fait beaucoup d'apparitions dans les télévisions néerlandaises, notamment : Comedy Factory, Raymann is Laat, Comedy Casino, Canvas (belge) et fait aussi son apparition en tant que présentateur sur le programme néerlandais Planet Holland. En 2012, il joue un rôle dans un film de Saint-Nicolas.